# Sepia (rapper)
Ward Van de Voorde (Sint-Niklaas, 13 juli 2000), artiestennaam Sepia, is een Belgische rapper.

## Carrière
In april 2018 verscheen Sepia's eerste single onder de titel "Richting". Deze werd ontdekt door de zanger en frontman van de Belgische band Karree Konfituur, Bart Foubert. Hierdoor was Sepia enkele maanden later samen met Milo Meskens te gast in een uitverkochte stadsschouwburg van Sint-Niklaas tijdens de CD-voorstelling van de band. Ook stond hij in oktober 2019 samen met andere Wase rappers in concertzaal de Casino en verzorgde hij het voorprogramma van Gentse hiphopgroep Uberdope in het Jeugdhuis van Lochristi. In oktober 2020 werd Sepia verkozen tot NRJ Next door radiozender NRJ België.

## Discografie

### Singles
- 2018 - Richting met EMMA
- 2018 - Diamant
- 2019 - Tijd met Sien
- 2019 - Beloftes met Scepto
- 2020 - Voicemail
- 2021 - Cirkels
- 2022 - Blauw met Djalu en MIEN
- 2023 - Nora met Eva De Roovere

Albums
- 2022 - Vergeet Mij Niet